# Diego Herrera (músico)
Diego Herrera Martínez Negrete (Ciudad de México, 13 de febrero de 1962), más conocido como "Diego Herrera" es un tecladista, saxofonista, percusionista y productor mexicano, conocido principalmente por haber sido junto con Saúl Hernández el fundador de Caifanes y de  Jaguares, desde su formación en 1987 hasta su salida del grupo en 1993 pero regresaría al grupo en el 2011, el junto a Saúl y Alfonso son los únicos miembros originales.
En 1986 conoce en el extinto Bar 9 de la Ciudad de México al también a Saúl Hernández, en ese momento integrante del grupo Las Insólitas Imágenes de Aurora. Después de platicar convienen en armar un proyecto musical que eventualmente se llamarían 'Caifanes'.
Durante su estadía en el grupo, Diego se caracterizó por ser un músico versátil que imprimió en las canciones un sello particular, en sus funciones como tecladista, saxofonista o percusionista y también como autor o coautor de algunas canciones como: "Amanece", "Nada", "Detrás De Ti", "Piedra", entre otras.  
En 1993 durante la gira promocional del disco silencio abandona la agrupación. Esto debido a un conflicto musical en protagonismo con Alejandro Marcovich. Salió del grupo al terminar la gira, siguiendo los pasos de su compañero bajista Sabo Romo el cual salió de la banda a mitad de la gira. 
Después de su salida de Caifanes se dedicó por más de diez años a la producción y fue durante algún tiempo Director Artístico de la compañía BMG Ariola, firmando entre otros, a Julieta Venegas. Fue director musical y creó diversos soundtracks para películas, series y obras de teatro.
En el 2007 se integra como miembro regular a la banda Jaguares, junto con sus excompañeros Saúl Hernández y Alfonso André. En conjunto lanzaron el sexto álbum de estudio de la banda, 45, El disco fue ganador del Grammy a Mejor Álbum de Rock Latino/Alternativo.
En 2011 se da el reencuentro de Caifanes como quinteto, regresaron a los escenarios en el Vive Latino 2011 en el Foro Sol el 9 de abril. También dieron múltiples conciertos en la Ciudad de México en otras ciudades de la república. Era un hecho que la banda volvía para quedarse. 
Junto a la banda, Diego Herrera emprende un material discográfico en forma de solista titulado "Música En Silencio", lanzado el 4 de junio de 2013. Dicho material tiene un track en memoria a Eugenio Toussaint, gran amigo de Diego, titulado El príncipe. Un álbum ambiental, con colaboraciones de Alfonso André y Enrique Toussaint. 
El 22 de marzo, mediante un comunicado por parte de Alfonso, Saúl, Diego y Sabo se informa de que por segunda vez en la banda ocurre un conflicto musical entre los integrantes con Alejandro. Esto ocasionó su salida definitiva de la banda pero no que la banda se separara por completo. Volviendo al cuarteto original de finales de los 80´s.
Después de 25 años de no sacar nuevo material, la banda después de años de estar de gira por todo México y Estados Unidos, los días 19 y 20 de septiembre de 2018 graban "Heridos" en un estudio en Nashville, Tennese. Durante finales del año se especulaba cómo sería el sencillo y se criticaba duramente la tardanza del mismo. El día 7 de marzo del 2019 sale a luz el sencillo "Heridos" en las principales plataformas digitales para su venta y en las estaciones de radio en México. Teniendo buena aceptación por los fanáticos de la banda y a su vez críticas por la calidad del material.

## Discografía

### Caifanes
- Caifanes (1988)
- Caifanes Vol. II (1990)
- El Silencio (1992)
- Heridos (2019)
- Solo eres tú (2022)
- Inés (2023)
- Y Caíste (2025)

### Jaguares
- 45 (2008)

### Solista
- Música En Silencio (2013)

### Colaboraciones
- Alfonso André - Mar Rojo (2015)
- Alfonso André - Cerro Del aire (2011)
- Fobia (banda) - Destruye Hogares (2012)
- Pastilla (banda) - Vox Electra / Productor (1998)
- Maná - Maná (1987)
- Gerardo Bátiz - Isla (1981)